# Verdrag van Kalisz (1813)
Het Verdrag van Kalisz werd getekend op 28 februari 1813 in Kalisz tussen het keizerrijk Rusland en het koninkrijk Pruisen.
In dit verdrag sloten zij een alliantie tegen Napoleon van het keizerrijk Frankrijk. Op 30 december 1812 hadden luitenant-generaal Yorck namens de Pruisen en generaal Diebitsch namens de Russen al een conventie getekend in Tauroggen, het huidige Tauragė. Hierin sloten zij een wapenstilstand, waarbij het Pruisische leger, dat op dat moment nog deel uitmaakte van de troepen van Napoleon, werd "geneutraliseerd", zonder dat de Pruisische koning, Frederik Willem, hiervan wist. Omdat het Pruisische hof de overstap tégen Napoleon op dat moment nog niet durfde te maken, werd Yorck uit zijn commando ontheven. Twee maanden later echter wisselde Pruisen officieel van kamp, en creëerde zij samen met Rusland een alliantie tegen Napoleon, die werd ondertekend in het Verdrag van Kalisz.